# East Troy
East Troy é uma vila localizada no estado norte-americano de Wisconsin, no Condado de Walworth. East Troy foi  a cidade onde morreu Stevie Ray Vaughan, vítima de um acidente de helicóptero e, também, a cidade do primeiro show da turnê mundial Use Your Illusion da banda Guns N' Roses.

## Demografia
Segundo o censo norte-americano de 2000, a sua população era de 3564 habitantes.
Em 2006, foi estimada uma população de 4187, um aumento de 623 (17.5%).

## Geografia
De acordo com o United States Census Bureau tem uma área de
9,5 km², dos quais 9,4 km² cobertos por terra e 0,1 km² cobertos por água. East Troy localiza-se a aproximadamente 262 m acima do nível do mar.

## Localidades na vizinhança
O diagrama seguinte representa as localidades num raio de 16 km ao redor de East Troy.